# Régime pseudo-oscillatoire

Différents régimes de retour à l'équilibre d'un système en fonction de la valeur du taux d'amortissement ζ. On observe les régimes apériodique (ζ>1), critique (ζ=1), pseudo-périodique (ζ<1) et harmonique (ζ=0). La courbe représente les oscillations (x(t)) relatives à la position de départ (x(0)) d'un oscillateur mécanique à une dimension sans vitesse initiale. ω_{0} est la pulsation propre du système.

En physique, on qualifie de pseudo-oscillatoire ou pseudo-périodique l'évolution d'un système en régime transitoire lorsque des oscillations autour de l'équilibre sont d'amplitude décroissante au cours du temps en raison de frottement ou de phénomène de dissipation non négligeables, par opposition au régime harmonique dont l'amplitude des oscillations est constante en raison de l'absence de tout frottement ou de tout phénomène de dissipation.
Il s'agit d'un cas particulier de régime transitoire dont le taux d'amortissement est faible (ou dont le facteur de qualité est grand). 